# Deutsche Rentenversicherung
Die Deutsche Rentenversicherung (DRV) ist die Gesamtheit der 16 Träger der gesetzlichen Rentenversicherung in Deutschland gemäß Sozialgesetzbuch (SGB) Sechstes Buch (VI) – Gesetzliche Rentenversicherung –, jedoch keine verfasste Institution.
„Deutsche Rentenversicherung“ ist der Anfang des Namens dieser Träger:
- Bundesträger sind die Deutsche Rentenversicherung Bund und die Deutsche Rentenversicherung Knappschaft-Bahn-See.
- Die Namen der Regionalträger bestehen aus den Wörtern „Deutsche Rentenversicherung“ und einem Zusatz für ihre jeweilige regionale Zuständigkeit.

Die Deutsche Rentenversicherung Bund nimmt auch die Grundsatz- und Querschnittsaufgaben wahr, darunter Öffentlichkeitsarbeit, Forschung, Statistik sowie die gemeinsamen Angelegenheiten aller Träger der Rentenversicherung.
Grundsätzlich sind alle Arbeitnehmer in Deutschland in der gesetzlichen Rentenversicherung, also bei der Deutschen Rentenversicherung, pflichtversichert.

## Geschichte

### Vorläuferversicherungen
Vorgänger und Gründer der Deutschen Rentenversicherung in der Bundesrepublik Deutschland waren die Bundesversicherungsanstalt für Angestellte (BfA), die 22 Landesversicherungsanstalten (LVA), die Bundesknappschaft, die Seekasse und die Bahnversicherungsanstalt sowie als Spitzenverband der Verband Deutscher Rentenversicherungsträger (VDR), der auch das Rechenzentrum (DSRV – Datenstelle der Rentenversicherung) in Würzburg betrieb.
Die Bundesversicherungsanstalt für Angestellte (BfA) war für die Durchführung der Versicherung für Angestellte in der Rentenversicherung für Angestellte, die Landesversicherungsanstalten (LVA) für die Arbeiter und Handwerker und die Bahnversicherungsanstalt für Beschäftigte der Bahn in der Rentenversicherung für Arbeiter, die Bundesknappschaft für bergbaulich Beschäftigte in der knappschaftlichen Rentenversicherung sowie die Seekasse für Seeleute zuständig. Die Veranlagung der selbstständigen Künstler und Publizisten, für deren Leistungen die BfA zuständig war, erfolgte bei der Künstlersozialkasse als besonderer Abteilung der Unfallkasse des Bundes in Wilhelmshaven.
2014 wurde die deutsche Rentenversicherung 125 Jahre alt.

### Zusammenschluss zur DRV
Aufgrund von Veränderungen in der Arbeitswelt nahm der anfänglich geringe Anteil der angestellten Versicherten stark zu und übertraf schließlich den Anteil der als Arbeiter definierten Versicherten. Dies führte zu großen Unterschieden im Bestand an Versicherten und Rentnern bei den Trägern der Rentenversicherung für Angestellte und denen der Rentenversicherung für Arbeiter. Mit Einführung des Sechsten Buches Sozialgesetzbuch (SGB VI) im Jahr 1992 wurden die unterschiedlichen Rechtsvorschriften (Reichsversicherungsordnung für die Rentenversicherung der Arbeiter, Angestelltenversicherungsgesetz für die Rentenversicherung der Angestellten) vereinheitlicht und das Reichsknappschaftsgesetz für die knappschaftliche Rentenversicherung mit einbezogen. In der gesetzlichen Rentenversicherung wurde damit die historisch bedingte Unterscheidung in Arbeiter und Angestellte aufgegeben. Die bis dahin angesparten Vermögen wurden seither durch Umstellen von dieser Basis auf ein mit Steuern kofinanziertes Umlageverfahren aufgezehrt. Ihre Berechtigung finden die Steuerzuschüsse in den versicherungsfremden Leistungen, die von der Rentenversicherung übernommen werden mussten.
Im Zuge einer Organisationsreform wurden am 1. Oktober 2005 die Trennung zwischen Angestellten- und Arbeiter-Rentenversicherung aufgehoben sowie BfA und VDR zur Deutschen Rentenversicherung Bund fusioniert und die Anzahl der regionalen Versicherungsanstalten (vormals Landesversicherungsanstalten) reduziert. Die Bundesknappschaft, die Seekasse sowie die Bahnversicherungsanstalt wurden in der Deutschen Rentenversicherung Knappschaft-Bahn-See zusammengefasst.
Bei der Erstzuteilung einer Versicherungsnummer zur allgemeinen Rentenversicherung werden die Versicherten den Trägern gleichmäßig zugeordnet, sofern nicht die Sonderzuständigkeit der Deutschen Rentenversicherung Knappschaft-Bahn-See gegeben ist. Die Zuordnung erfolgt in einem Ausgleichsverfahren anhand der Versicherungsnummer. Mittelfristig sollen 55 % der Versicherten von den Regionalträgern, 40 % von der Deutschen Rentenversicherung Bund und 5 % von der Deutschen Rentenversicherung Knappschaft-Bahn-See betreut werden. Für bereits versicherte Arbeitnehmer ändert sich grundsätzlich nichts, für sie bleibt der bisherige Rentenversicherungsträger zuständig, kann sich aber aufgrund Hauptwohnsitzverlagerung ändern. Um jedoch den Ausgleich zwischen den Trägern nicht zu lange andauern zu lassen, wird eine begrenzte Anzahl von Versicherten von der DRV Bund zu den Regionalträgern umgegliedert. Für Versicherte, die mindestens einen Beitrag zur Bahnversicherungsanstalt, Knappschaft oder Seekasse entrichtet haben, ist immer die Deutsche Rentenversicherung Knappschaft-Bahn-See zuständig.

## Organisation
Die Deutsche Rentenversicherung ist ein Teil der gesetzlichen Sozialversicherung in Deutschland.

### Organe
Zentrale Entscheidungen zu Grundsatz- und Querschnittsaufgaben für alle Träger der Deutschen Rentenversicherung werden von Selbstverwaltungsorganen getroffen; vorbereitet werden solche Entscheidungen vom Erweiterten Direktorium. Diese Organe sind gemäß § 31 Abs. 3b SGB IV und § 139 SGB VI bei der DRV Bund angesiedelt und werden im Artikel über die DRV Bund beschrieben.
Selbstverwaltungsorgane der Deutschen Rentenversicherung
Sie setzen sich aus Mitgliedern der Selbstverwaltungen aller Träger zusammen und repräsentieren somit alle Rentenversicherungsträger.

### Träger
Die Deutsche Rentenversicherung besteht aus 16 rechtlich selbständigen Versicherungsträgern. Diese Träger sind entweder bundesweit (Bundesträger) oder regional (Regionalträger) tätig. Im Jahr 2024 waren rund 62.400 Mitarbeiter bei der Deutschen Rentenversicherung, einschließlich Eigenbetrieben und Sonderbereichen, beschäftigt.

Regionalträger der DRV

#### Liste der Träger
| Rentenversicherungsträger                         | Versicherte am 31.12.2022 | gezahlte Renten 31.12.2023 (auf- bzw. abgerundet) |
| ------------------------------------------------- | ------------------------- | ------------------------------------------------- |
| Deutsche Rentenversicherung Bund                  | 24.053.878                | 11,8 Mio.                                         |
| Deutsche Rentenversicherung Knappschaft-Bahn-See  | 02.364.873                | 01,6 Mio.                                         |
| Deutsche Rentenversicherung Baden-Württemberg     | 04.287.616                | 01,4 Mio.                                         |
| Deutsche Rentenversicherung Bayern Süd            | 03.032.065                | 01,2 Mio.                                         |
| Deutsche Rentenversicherung Berlin-Brandenburg    | 02.387.387                | 00,8 Mio.                                         |
| Deutsche Rentenversicherung Braunschweig-Hannover | 02.438.763                | 00,9 Mio.                                         |
| Deutsche Rentenversicherung Hessen                | 02.322.327                | 00,7 Mio.                                         |
| Deutsche Rentenversicherung Mitteldeutschland     | 02.663.997                | 01,5 Mio.                                         |
| Deutsche Rentenversicherung Nord                  | 02.400.177                | 00,9 Mio.                                         |
| Deutsche Rentenversicherung Nordbayern            | 01.719.531                | 00,9 Mio.                                         |
| Deutsche Rentenversicherung Oldenburg-Bremen      | .00686.289                | 00,2 Mio.                                         |
| Deutsche Rentenversicherung Rheinland             | 03.641.154                | 01,3 Mio.                                         |
| Deutsche Rentenversicherung Rheinland-Pfalz       | 01.595.026                | 00,6 Mio.                                         |
| Deutsche Rentenversicherung Saarland              | .00390.064                | 00,2 Mio.                                         |
| Deutsche Rentenversicherung Schwaben              | .00951.176                | 00,6 Mio.                                         |
| Deutsche Rentenversicherung Westfalen             | 03.037.910                | 01,2 Mio.                                         |
| gesamte Deutsche Rentenversicherung               | 57.972.233                | 25,9 Mio.                                         |

#### Selbstverwaltung der Träger
Die Träger der Deutschen Rentenversicherung werden im Verhältnis 50:50 durch Vertreter der Versicherten und der Arbeitgeber selbstverwaltet (bei der ehemaligen Bundesknappschaft war das Verhältnis disparitätisch 2/3 Arbeitnehmer zu 1/3 Arbeitgeber) und stehen unter staatlicher Rechtsaufsicht.

#### Abgrenzung
Die Träger der gesetzlichen Rentenversicherungen erbringen die im 2. Kapitel des Sechsten Buch Sozialgesetzbuch (SGB VI) geregelten Leistungen zur Teilhabe (§ 9 SGB VI), Renten (§ 33 SGB VI), insbesondere die Regelaltersrente (§ 35 SGB VI) sowie Zusatz- und Serviceleistungen (§§ 106 ff., §§ 109 f. SGB VI). Die betriebliche Zusatzsicherung wird von den Kassen und Pensionsfonds der betrieblichen Altersvorsorge sichergestellt. Die private Vorsorge wie z. B. die Riester-Rente und andere private Rentenversicherungen beruhen auf einem privaten Altersvorsorgevertrag.
Die Zahlungsempfänger werden Rentner genannt.
Beamte treten in der Regel mit Vollendung des 67. Lebensjahres in den Ruhestand (§ 25 BeamtStG, § 51 BBG). Mit Beginn des Ruhestands entsteht ein Anspruch auf Ruhegehalt (§ 4 BeamtVersG). Die lebenslange Alimentation einschließlich der Altersversorgung gehört zu den hergebrachten Grundsätzen des Berufsbeamtentums (Art. 33 Abs. 5 GG). Der Dienstherr ist daher kein Versicherungsträger.

## Aufgaben und Dienstleistungen

### Auskunft- und Beratung

#### Auskunfts- und Beratungsstellen
Die Auskunfts- und Beratungsstellen der Deutschen Rentenversicherung sind regionale Dienststellen der Rentenversicherungsträger, die trägerübergreifend beraten sowie Anträge und Rechtsbehelfe entgegennehmen. Sie dienen, wie auch die kommunalen Versicherungsämter (Versicherungsamt), dem Servicegedanken und sind Anlaufstellen für Probleme, Hilfestellungen und Auskünfte rund um die gesetzliche Rentenversicherung. Diese Stellen arbeiten kostenlos und neutral. Versicherte und interessierte Personen erhalten hier Hilfe bei der Antragstellung, beim Ausfüllen der Formulare für die Kontenklärung und Reha- oder Rentenanträge sowie Beratung zur gesetzlichen Rentenversicherung und Informationen zur Altersvorsorge und zur Grundsicherung.

#### Ansprechstellen
Die Deutsche Rentenversicherung und andere Versicherungsträger (z. B. Krankenkassen) haben für alle Landkreise und kreisfreien Städte Ansprechstellen zur Vermittlung von Informationsangeboten über die Leistungen zur Teilhabe eingerichtet, die Rat suchende Bürger speziell nur zu Reha-Angelegenheiten beraten und unterstützen. Sie klären Anliegen, nehmen Anträge auf und ermitteln den zuständigen Kostenträger, dem sie auch den Antrag weiterleiten.
Wer nach einem Unfall oder einer Krankheit in einer Rehabilitationsklinik wieder fürs Berufsleben fit gemacht werden möchte oder wer aus gesundheitlichen Gründen einen anderen Beruf erlernen muss oder wer als Rentner eine solche Leistung beantragen will, kann sich an eine dieser Ansprechstellen wenden.

#### Themensprechtage
Die Auskunfts- und Beratungsstellen halten zusätzlich besondere Sprechtage zu festen Themengebieten ab. Beispiele sind die sogenannten „Internationalen Sprechtage“ zu Rentenversicherungsfragen mit Auslandsbezug, besonders mit Anrainerstaaten (zum Beispiel Beschäftigung in mehreren Staaten), sowie „Tage der kurzen Wege“ (Beratungen, an denen sich mehrere Institutionen zum Beispiel Finanzamt, Krankenkassen und Zusatzversorgungskassen beteiligen) oder Altersvorsorgetage.

#### Vorträge und Seminare
Regelmäßig werden Informationsveranstaltungen, Messetermine, Vorträge und Seminare angeboten. Wiederkehrend gibt es auch kostenfreie Online-Vorträge.

#### Kundenportal mit Online-Diensten
Seit September 2023 bietet die Deutsche Rentenversicherung ein Kundenportal online an. Das Kundenportal bündelt die wichtigsten Online-Dienste der Deutschen Rentenversicherung. Versicherte und Rentner können dort auf ihr Versicherungskonto zugreifen, Post über das ePostfach elektronisch empfangen und verschicken, Anträge als eAntrag digital stellen und weitere Auskünfte einholen. Auch für Bevollmächtigte und Betreuer bietet das Kundenportal einen separaten Zugriff.
Vor dem Zugang ist eine sichere Identifizierung über einen sogenannten ID Check erforderlich. Diesen können deutsche Staatsangehörige mit der Online-Ausweisfunktion des Personalausweises sowie Staatsangehörige anderer EU-Länder mit ihrem jeweiligen nationalen elektronischen Identitätsnachweis (gemäß eIDAS-Verordnung) vornehmen. Nach erfolgreicher Identifizierung ist der persönliche Zugriff auf das Kundenportal sowie die Digitale Rentenübersicht möglich. Bei der erstmaligen Registrierung am Kundenportal muss gegebenenfalls zur eindeutigen Zuordnung noch die eigene Versichertennummer angegeben werden.
eAntrag
Viele Anträge und Formulare können nutzerfreundlich und barrierefrei als eAntrag online ausgefüllt werden.

### Rehabilitation und Teilhabe am Arbeitsleben
2023 wurden bei der Rentenversicherung ca. 1,9 Millionen Anträge auf medizinische Rehabilitation gestellt. Die Rentenversicherung führte rund 994.000 Leistungen zur medizinischen Rehabilitation (Reha) durch. Dazu kommen rund 118.000 Leistungen zur Teilhabe am Arbeitsleben (berufliche Rehabilitation). Die Regional- und Bundesträger der Deutschen Rentenversicherung haben ein dichtes Netz an Reha-Kliniken und Reha-Zentren aufgebaut. Neben den rund 90 rentenversicherungseigenen Reha-Einrichtungen wird überwiegend mit Vertragseinrichtungen kooperiert.

### Projekte

#### Rentenblicker
„Rentenblicker“ ist die Jugendinitiative der Deutschen Rentenversicherung. Sie bietet jungen Menschen von 15 bis 25 Jahren die Möglichkeit, sich frühzeitig mit der gesetzlichen Rentenversicherung und dem Thema Altersvorsorge zu beschäftigen. Überwiegend digital unterwegs und auf die Lebenssituationen junger Menschen zugeschnitten, informiert die Jugendinitiative auf der Website sowie in den sozialen Medien Instagram, Tiktok und Youtube. Für Schulen gibt es ein Angebot an Unterrichtsmaterial, ausgezeichnet mit dem Comenius EduMedia Siegel 2022 und 2024, sowie einen Referentenservice. Das Angebot richtet sich an Schülerinnen und Schüler ab der 9. Klasse.

## Finanzen

### Buchungsgrundlagen
Die Haushaltspläne der einzelnen Träger werden nach den Bestimmungen der Verordnung über das Haushaltswesen in der Sozialversicherung (SVHV), der Verordnung über den Zahlungsverkehr, die Buchführung und die Rechnungslegung in der Sozialversicherung (SVRV) und den Allgemeinen Verwaltungsvorschriften über das Rechnungswesen in der Sozialversicherung (SRVwV) erstellt. Gemäß § 26a SVHV haben „Eigenbetriebe, die nach § 12 einen Wirtschaftsplan aufstellen, ... nach den Regeln der kaufmännischen doppelten Buchführung zu buchen.“

### Einnahmen
Die Gesamteinnahmen der Deutschen Rentenversicherung im Jahr 2023 betrugen 381,2 Milliarden Euro. Sie setzten sich aus 289,6 Milliarden Euro aus Einnahmen und rund 84,3 Milliarden Euro aus Bundeszuschüssen zusammen.
Nachdem bereits für die Jahre 2022 bis 2025 ursprünglich vorgesehene Sonderzahlungen an die Rentenversicherung von jeweils 500 Millionen Euro „nachträglich abgeschafft“ worden seien, solle vom kommenden Jahr an bis 2027 der sogenannte zusätzliche Bundeszuschuss an die Rentenversicherung „um 600 Millionen Euro pro Jahr gekürzt“ werden, so Alexander Gunkel, alternierender Bundesvorstandsvorsitzender der Deutschen Rentenversicherung (DRV).

### Ausgaben
Die Gesamtausgaben der Deutschen Rentenversicherung im Jahr 2023 betrugen 379,8 Milliarden Euro. Rund 90 % der Ausgaben entfielen auf Rentenzahlungen. Ein weiteres großes Ausgabenpaket mit 26,6 Milliarden Euro entfällt auf die Beitragszahlungen für die Krankenversicherung der Rentner. In den Ausgaben sind auch versicherungsfremde Leistungen enthalten, deren Umfang mangels abgestimmter Abgrenzung nicht exakt bestimmt werden kann.

## Rentenanpassung
Gemäß § 65 SGB VI Anpassung der Renten
werden zum 1. Juli eines jeden Jahres .. die Renten angepasst, indem der bisherige aktuelle Rentenwert durch den neuen aktuellen Rentenwert ersetzt wird. 
Nachholfaktor: Da die unterbliebene Rentenkürzung 2021 .. vollständig ausgeglichen ist, besteht kein weiterer Ausgleichsbedarf für künftige Rentenanpassungen.
Die mehr als 21 Millionen Rentnerinnen und Rentner in Deutschland verzeichneten 2024 – zum dritten Mal hintereinander – eine hohe Rentenanpassung. Die Renten stiegen erstmals in West- und Ostdeutschland einheitlich um 4,57 Prozent.